# Liste der Nummer-eins-Hits in Japan (1991)
Die Liste der japanischen Nummer-eins-Hits enthält die Daten vom 1. Januar bis zum 31. Dezember 1991. Die letzte Woche im Jahr fällt mit der ersten Woche des neuen Jahres zusammen. Angegeben sind die Verkaufszahlen der jeweiligen Nummer eins in ihrer Woche. Alle Angaben basieren auf den offiziellen japanischen Charts von Oricon.

## Singles
| ← 1990 ← | Liste der Nummer-eins-Hits in Japan | Liste der Nummer-eins-Hits in Japan | Liste der Nummer-eins-Hits in Japan | 1992 →                    |
| \| Zeitraum \| Wo. ges. \| Interpret \| Titel Autor(en) \| Zusätzliche Informationen \| \| (Zeitraum, Wochen auf Platz eins, Interpret, Titel, Autor[en], zusätzliche Informationen) \| \| \| \| \| \| ----------------------------------------------------------------------------------------- \| -------- \| ----------------------- \| ----------------------------------- \| ------------------------- \| \| 24. Dezember 1990 – 17. Februar 1991 8 Wochen \| 8 \| KAN \| Ai wa katsu \| – \| \| 18. Februar 1991 – 7. April 1991 7 Wochen \| 7 \| KAN \| Oh! Yeah!/Love Story wa totsuzen ni \| – \| \| 8. April 1991 – 21. April 1991 2 Wochen (insgesamt 3) \| 3 \| B’z \| LADY NAVIGATION \| – \| \| 22. April 1991 – 28. April 1991 1 Woche \| 1 \| Hideaki Tokunaga \| Wednesday Moon \| – \| \| 29. April 1991 – 5. Mai 1991 1 Woche (insgesamt 3) \| 3 \| B’z \| LADY NAVIGATION \| – \| \| 6. Mai 1991 – 19. Mai 1991 2 Wochen \| 2 \| Dreams Come True \| Eyes to me/Kare wa tomodachi \| – \| \| 20. Mai 1991 – 26. Mai 1991 1 Woche \| 1 \| Princess Princess \| KISS \| – \| \| 27. Mai 1991 – 2. Juni 1991 1 Woche \| 1 \| Shizuka Kudō \| Please \| – \| \| 3. Juni 1991 – 9. Juni 1991 1 Woche \| 1 \| TMN \| Love Train/We love the EARTH \| – \| \| 10. Juni 1991 – 7. Juli 1991 4 Wochen (insgesamt 5) \| 5 \| Kyōko Koizumi \| Anata ni aete yokatta \| – \| \| 8. Juli 1991 – 14. Juli 1991 1 Woche \| 1 \| Tomoyasu Hotei \| BEAT EMOTION \| – \| \| 15. Juli 1991 – 21. Juli 1991 1 Woche (insgesamt 5) \| 5 \| Kyōko Koizumi \| Anata ni aete yokatta \| – \| \| 22. Juli 1991 – 28. Juli 1991 1 Woche \| 1 \| Southern All Stars \| Neo Bravo!! \| – \| \| 29. Juli 1991 – 4. August 1991 1 Woche \| 1 \| Noriyuki Makihara \| Donna toki mo \| – \| \| 5. August 1991 – 3. November 1991 13 Wochen \| 13 \| CHAGE&ASKA \| SAY YES \| – \| \| 4. November 1991 – 10. November 1991 1 Woche \| 1 \| Tsuyoshi Nagabuchi \| Shabon-dama \| – \| \| 11. November 1991 – 24. November 1991 2 Wochen \| 2 \| B’z \| ALONE \| – \| \| 25. November 1991 – 1. Dezember 1991 1 Woche \| 1 \| TMN \| WILD HEAVEN \| – \| \| 2. Dezember 1991 – 8. Dezember 1991 1 Woche \| 1 \| CHAGE&ASKA \| Boku wa kono me de uso o tsuku \| – \| \| 9. Dezember 1991 – 29. Dezember 1991 3 Wochen \| 3 \| Miki Imai \| PIECE OF MY WISH \| – \| \| 30. Dezember 1991 – 2. Februar 1992 5 Wochen \| 5 \| Daiji Man Brothers Band \| Sore ga daiji \| – \| |                                     |                                     |                                     |                           |
| ← 1990 |                                     |                                     |                                     | → 1992 →                  |
| Zeitraum | Wo. ges.                            | Interpret                           | Titel Autor(en)                     | Zusätzliche Informationen |
| (Zeitraum, Wochen auf Platz eins, Interpret, Titel, Autor[en], zusätzliche Informationen) |                                     |                                     |                                     |                           |
| 24. Dezember 1990 – 17. Februar 1991 8 Wochen | 8                                   | KAN                                 | Ai wa katsu                         | –                         |
| 18. Februar 1991 – 7. April 1991 7 Wochen | 7                                   | KAN                                 | Oh! Yeah!/Love Story wa totsuzen ni | –                         |
| 8. April 1991 – 21. April 1991 2 Wochen (insgesamt 3) | 3                                   | B’z                                 | LADY NAVIGATION                     | –                         |
| 22. April 1991 – 28. April 1991 1 Woche | 1                                   | Hideaki Tokunaga                    | Wednesday Moon                      | –                         |
| 29. April 1991 – 5. Mai 1991 1 Woche (insgesamt 3) | 3                                   | B’z                                 | LADY NAVIGATION                     | –                         |
| 6. Mai 1991 – 19. Mai 1991 2 Wochen | 2                                   | Dreams Come True                    | Eyes to me/Kare wa tomodachi        | –                         |
| 20. Mai 1991 – 26. Mai 1991 1 Woche | 1                                   | Princess Princess                   | KISS                                | –                         |
| 27. Mai 1991 – 2. Juni 1991 1 Woche | 1                                   | Shizuka Kudō                        | Please                              | –                         |
| 3. Juni 1991 – 9. Juni 1991 1 Woche | 1                                   | TMN                                 | Love Train/We love the EARTH        | –                         |
| 10. Juni 1991 – 7. Juli 1991 4 Wochen (insgesamt 5) | 5                                   | Kyōko Koizumi                       | Anata ni aete yokatta               | –                         |
| 8. Juli 1991 – 14. Juli 1991 1 Woche | 1                                   | Tomoyasu Hotei                      | BEAT EMOTION                        | –                         |
| 15. Juli 1991 – 21. Juli 1991 1 Woche (insgesamt 5) | 5                                   | Kyōko Koizumi                       | Anata ni aete yokatta               | –                         |
| 22. Juli 1991 – 28. Juli 1991 1 Woche | 1                                   | Southern All Stars                  | Neo Bravo!!                         | –                         |
| 29. Juli 1991 – 4. August 1991 1 Woche | 1                                   | Noriyuki Makihara                   | Donna toki mo                       | –                         |
| 5. August 1991 – 3. November 1991 13 Wochen | 13                                  | CHAGE&ASKA                          | SAY YES                             | –                         |
| 4. November 1991 – 10. November 1991 1 Woche | 1                                   | Tsuyoshi Nagabuchi                  | Shabon-dama                         | –                         |
| 11. November 1991 – 24. November 1991 2 Wochen | 2                                   | B’z                                 | ALONE                               | –                         |
| 25. November 1991 – 1. Dezember 1991 1 Woche | 1                                   | TMN                                 | WILD HEAVEN                         | –                         |
| 2. Dezember 1991 – 8. Dezember 1991 1 Woche | 1                                   | CHAGE&ASKA                          | Boku wa kono me de uso o tsuku      | –                         |
| 9. Dezember 1991 – 29. Dezember 1991 3 Wochen | 3                                   | Miki Imai                           | PIECE OF MY WISH                    | –                         |
| 30. Dezember 1991 – 2. Februar 1992 5 Wochen | 5                                   | Daiji Man Brothers Band             | Sore ga daiji                       | –                         |